# 何其芳
何其芳（1912年2月5日—1977年7月24日），原名何永芳，男，四川萬縣人，中国詩人、散文家、文學評論家、紅學理論家。北京大學哲學系畢業，是“漢園三詩人”之一。著作主要有散文集《畫夢錄》（成名作）、詩集《預言》等。

## 生平
1927年何其芳在四川萬縣上中學時才聽説五四運動，當地視白話文為異端邪説。何其芳1931年入北京大學哲學系，1935年畢業。大學畢業後，何其芳先後在天津南開中學和山東萊陽鄉村師範學校（現魯東大學）任教，創辦刊物《工作》，發表過大量詩歌與政論文章。他早年的詩，華麗哀婉，引人神傷，充滿個性的光芒。1937年全面抗日戰爭爆發後，何其芳回到萬州任教。
1938年入延安，加入中國共產黨，任“魯藝”主任，並做過朱德的私人秘書，此時文風大變，作品為：《生活是多麼廣闊》，《我為少男少女們歌唱》。 1949年中華人民共和國成立後，基本放棄創作（但仍創作了象《我們最偉大的節日》這樣的作品），主要從事文學批評，文學理論研究（紅學）以及教學工作，歷任中國文學藝術界聯合會委員，中國作家協會理事和書記處書記，中國社會科學院文學研究所所長等職。1957年在對胡風的政治運動中，措辭激烈，與胡風激烈交惡。最後，在文革中也不能倖免，被打為“走資派”，1977年7月24日病逝。

## 著作
- 《汉园集》(诗集)与卞之琳、李广田合著，1936年，商务出版社
- 《画梦录》(散文集)，1936年，文生出版社
- 《刻意集》(小说、戏剧等合集)，1938年，文生出版社；增删本．1940年，文生出版社
- 《还乡日记》(散文集)，1939年，良友出版社；又名《还乡杂记》，1943年，桂林工作社
- 《预言》(诗集)，1945年，文生出版社；增删本，1957年，新文艺出版社
- 《夜歌》(诗集)，1945年，诗文学社；增订本，1950年，文生出版社；增删本又名《夜歌和白天的歌》，1952年，人文出版社
- 《星火集》(散文集)，1945年，群益出版社
- 《星火集续编》(散文集)，1949年，群益出版社
- 《关于现实主义》(论文集)，1950年，海燕出版社
- 《西苑集》(论文集)，1952年，人文出版社
- 《关于写诗和读诗》(论文集)，1956年，作家出版社
- 《散文选集》，1957年，人文出版社
- 《诗歌欣赏》(论文集)，1962年，作家出版社
- 《何其芳诗稿》，1979年，上海文艺出版社
- 《何其芳选集》(1—3卷)，1979年，四川人民出版社
- 《一个平常的故事》(散文集)，1982年，百花出版社
- 《何其芳文集》(1—6)，1982年—1984年，人文出版社
- 《何其芳诗文选读》，1986年，四川教育出版社
- 《何其芳散文选集》，1986年，百花出版社

翻译书目：
- 《何其芳译诗稿》，1984年，外国文学出版社

文艺论文集：
- 《关于现实主义》
- 《论〈红楼梦〉》
- 《关于写诗和读诗》
- 《文学艺术的春天》